# Assassination Classroom
Pour l'adaptation, voir Assassination Classroom (film).
Assassination Classroom (暗殺教室, Ansatsu kyōshitsu, litt. Cours d'Éducation Assassine) est un manga écrit et dessiné par Yūsei Matsui. Il est prépublié entre juillet 2012 et mars 2016 dans le magazine Weekly Shōnen Jump de l'éditeur Shūeisha, et est compilé en un total de 21 tomes sortis entre novembre 2012 et juillet 2016. La version française est éditée par Kana depuis octobre 2013 et compte 21 tomes au 17 août 2018.
Deux OAV sont diffusés lors des Jump Super Anime Tour 2013 et 2014. Une série télévisée d'animation produite par le studio Lerche est diffusée entre janvier et juin 2015 sur Fuji TV au Japon, suivi par une seconde saison diffusée entre janvier et juin 2016. Dans les pays francophones, la série est diffusée en simulcast sur Anime Digital Network et sur la chaîne Mangas, puis sur la plateforme de vidéo en ligne Netflix. Elle est également éditée en DVD par Kana Home Video. Deux films live Assassination Classroom sont sortis au Japon, respectivement en mars 2015 et en mars 2016.

## Synopsis
L'histoire se déroule au prestigieux collège Kunugigaoka. Koro-sensei est une étrange créature qui déclare avoir subitement détruit 70 % de la Lune. Il prévoit ensuite de détruire la Terre en mars prochain pour des raisons inconnues. Il se présente ensuite au gouvernement japonais et annonce vouloir devenir le professeur principal de la classe 3-E, qui est la classe rejetée du collège discriminatoire et élitiste Kunugigaoka, pour pouvoir les former en tant qu'assassins et éliminer une cible bien particulière : lui-même, leur propre enseignant.
Les élèves de cette classe auront donc pour objectif d'assassiner leur professeur afin de sauver la Terre, la récompense étant de 10 milliards de yens (environ 64 millions d'euros). Cependant un problème se pose : Koro-sensei se déplace à Mach 20, possède des tentacules à fonctions infinies et, de plus, est un excellent professeur. Le gouvernement va accepter pour pouvoir le garder à l’œil à condition que Koro-sensei ne fasse pas de mal aux élèves ; mais les élèves réussiront-ils leur mission avant la date butoir ?

## Personnages

### Professeurs
Koro-sensei (殺せんせー, Korosensei)
Koro-sensei est le professeur principal de la classe 3-E du collège Kunugigaoka. Son passé est flou, mais on apprend plus tard qu'il était autrefois un grand assassin à qui on avait donné le titre de « Dieu de la mort » (Shinigami en VO), ce qui indiquait sa fonction de tueur à gages surpuissant et redoutable dans le monde entier. Ayant toujours vécu dans un bidonville en hyperviolence, le jeune homme fut rongé par une envie démesurée de pouvoir et devint gonflé d'orgueil. Trahi par son disciple (le second et actuel Dieu de la Mort), il fut incarcéré dans un centre de recherche où on fit des expériences sur l'antimatière sur son corps, ce qui le transforma en une créature souple aux pouvoirs gigantesques et mystérieux. Durant sa détention, il se rapprocha fortement du professeur Yukimura Aguri, enseignante dans la classe 3-E et également la grande sœur de Kayano qui est élève dans cette même classe, avant de finir par tomber sous son charme simple et guilleret. Apprenant sa mort programmée, un 13 mars, le tueur forcené décida de s'enfuir en pulvérisant le laboratoire qui l'enfermait. Malheureusement, une mine tentacule tua le professeur Yukimura qui tentait de l'empêcher de s'envoler: elle lui fit alors promettre de devenir enseignant à son tour pour transmettre la flamme de la détermination aux élèves. Horrifié par la mort de son amie (qu'il aurait pu sauver s'il avait été quelqu'un utilisant ses capacités pour faire le bien et non pour tuer ou détruire) et la titanesque puissance qui résidait en lui, Koro-sensei décida de se métamorphoser en un animal jaune et grotesque, afin de ne pas effrayer les enfants... et lui-même.
Ce nom de "Koro-sensei" lui a été donné au début de l'histoire par Kayano Kaede car c'est un professeur (sensei) impossible à tuer (intuable, ou korosen). Il est muni d'énormément de tentacules (il est donc souvent assimilé au poulpe) et arbore toujours un très large sourire sur son visage, bien qu'il lui arrive d'ouvrir la bouche ou de montrer les dents de façon menaçante. La couleur de son visage varie selon son humeur.
Les couleurs de son visage sont :
- Jaune : sa couleur habituelle.
- Orange avec un cercle rouge : quand un élève donne une bonne réponse.
- Violet foncé avec une croix : quand un élève donne une mauvaise réponse ou quand il n'est pas satisfait.
- Rouge : quand il est en colère.
- Noir : quand il est fou de rage (ses yeux rougissent) ou lorsqu'il est bronzé (même ses dents s'assombrissent).
- Jaune à bandes vertes : quand il est arrogant ou qu'il se moque (les bandes vertes et oranges tournent quand il se moque méchamment).
- Bleu : quand il est choqué.
- Bleu clair : Quand il est triste.
- Rose clair : quand il est gêné, ému ou qu'il a des pensées érotiques.
- Blanc : quand il est très sérieux ou neutre.
- Beige : quand il tente de ressembler à un humain.
- Rose pâle: après le déjeuner et qu'il est fatigué (épisode 1)

Certaines réactions de Koro-sensei laissent à penser qu'il était autrefois un être humain, mais cette information ne sera vérifiée qu'aux trois-quarts de l'histoire.
Sa personnalité est assez étonnante ; souvent narquois et farceur, mais jamais cruel, il n'a pour seul et unique but d'aider ses élèves à obtenir des études qui leur plaisent, dût-il mourir à la tâche. Très versatile, d'un naturel enfantin, espiègle et joyeux à outrance, il apprécie particulièrement se moquer de ses ennemis en les pomponnant et en les maquillant. Il cache toutefois une facette plus sombre et hantée par son passé, qu'il ne laisse jamais transparaître et dissimule soigneusement sous une façade radieuse. D'une extraordinaire intelligence et doté d'un esprit d'une ruse incomparable, il prévoit tout à l'avance, bien qu'il ne dévoile que très peu ses capacités intellectuelles réelles. Malgré un certain détachement froid sur certaines affaires, il est habituellement d'une générosité rare et plein de bons sentiments : pour lui, sa vocation à l'enseignement est irrépressible, de même que son désir de rendre la vie des autres meilleure. Son sens de l'humour douteux, son heuristique et sa pédagogie hors norme en font un enseignant d'une qualité extraordinaire, bien qu'il ait une foule de petits défauts, comme un penchant certain pour les grivoiseries (il ne se lasse pas de rechercher des magazines ), ou le fait qu'il soit avide de sucreries en tout genre (il dépense tout son argent dans une nourriture exclusivement constituée de sucres et de gâteaux). Il a également une sainte horreur de l'eau, puisqu'il ne sait pas nager.
Tadaomi Karasuma (烏間 惟臣, Karasuma Tadaomi)
Agent du ministère de la Défense, il est devenu le professeur d'EPS de la classe E. Sérieux et responsable, il est difficile de le prendre par surprise et est peu impressionnable. Il est un peu la voix de la raison dans cette partie isolée du campus, départageant la folie joyeuse et contagieuse de Koro-sensei et les mondanités ostensibles d'Irina, l'autre professeur peu discrète à propos de l'assassinat de Koro-sensei face à des gens censés l'ignorer, et se livrant en spectacle quand elle essaye de soutirer des informations aux élèves. Karasuma désapprouve fortement la politique de discrimination de l'école et est prêt à défendre ses élèves contre les injustices qu'ils subissent. Il a aussi été enseignant militaire comme Takaoka. C'est l'un des personnages les plus aimés auprès des étudiants, en raison de sa capacité à faire face à des problèmes tels que la confrontation avec Shinigami, le "dieu de la mort".
Irina Jelavić (イリーナ・イェラビッチ, Iriina Yerabitchi, (fr) Irina Poufanovitch)
Tueuse professionnelle secrètement embauchée pour enseigner l'anglais à la classe E, c'est une femme pulpeuse et rusée. En tant que forte séductrice, elle n'hésite pas à exposer son corps avec un minimum de pudeur, et se servira notamment de ses charmes pour obtenir des informations ou demander des services. Elle est surnommée Mademoiselle Pouffe, puis Madame Pouffe (Bitch-sensei) par les élèves, à cause de son nom : Jelavić (Poufanovitch dans la version française du manga), que l'on peut interpréter en jeu de mots comme Jela « bitch » (ou « pouffe » anovitch, pouffe étant la traduction anglaise de bitch) compréhensible en japonais, français et anglais ; et également à son comportement hautain qui la fait se mettre à dos les élèves dans un premier temps avant qu'elle ne s'excuse. Elle semble se lier petit à petit avec Karasuma, qui, lui, ne semble pas remarquer l'intérêt de la jeune femme pour sa personne. Son mentor est un assassin professionnel du nom de Lovro. Ce dernier a recueilli Irina après qu'elle a tué un gardien de cellule lorsqu'elle était enfant, ce qui explique son manque de maturité.
Déçue par le comportement glacial de Karasuma envers elle, alors qu'elle en était amoureuse, elle décide de trahir les enfants et leur professeur pour se tourner vers le second Shinigami. Ce ne sera que temporaire, puisqu'elle se fit trahir par Shinigami et revint rapidement dans la 3-E pour continuer l'éducation des enfants qu'elle ne pouvait pas laisser. Elle finira d'ailleurs par épouser Karasuma.

### Élèves
Nagisa Shiota (潮田 渚, Shiota Nagisa)
Personnage central de la série après Koro-sensei, et celui par qui intervient le narrateur tout au long du manga.
D'apparence androgyne avec une personnalité « herbivore », Nagisa est un élève très intelligent qui essaye de repérer chaque faiblesse de Koro-sensei afin de trouver la meilleure façon d'arriver à le tuer. Pour cela, il écrit ses observations dans un carnet au fur et à mesure de l'histoire. Il est d'ailleurs l'un des seuls élèves à avoir été assez proche de le tuer dès le début de la série, en utilisant un « pseudo » attentat suicide et des billes anti-sensei. Pendant une simulation d’assassinat contre Takaoka, ses talents d’assassin se dévoilent.
Plus tard, Koro-sensei, Lovro (le mentor d'Irina) et Karasuma lui trouveront un véritable don pour l'assassinat, ce qui inquiète ce dernier.
Par ailleurs, son apparence est une idée de la mère de Nagisa, une femme divorcée dont le psychisme a été névrosé par ses échecs passés, ce qui peut la rendre mentalement instable et hystérique si Nagisa ne se plie pas à toutes ses décisions. Cette dernière « féminise » l'apparence de son fils pour combler le fait que ses propres parents n'ont jamais voulu la laisser l'être elle-même quand elle était adolescente.
Nagisa se demandera longtemps si, à cause de son don, son destin est de devenir assassin (« capable d'égaler un jour le Dieu de la mort ») mais, désireux d'utiliser ces talents pour construire et aider les autres plutôt que pour détruire, il se tournera finalement vers la voie de l'enseignement, comme le professeur Koro.

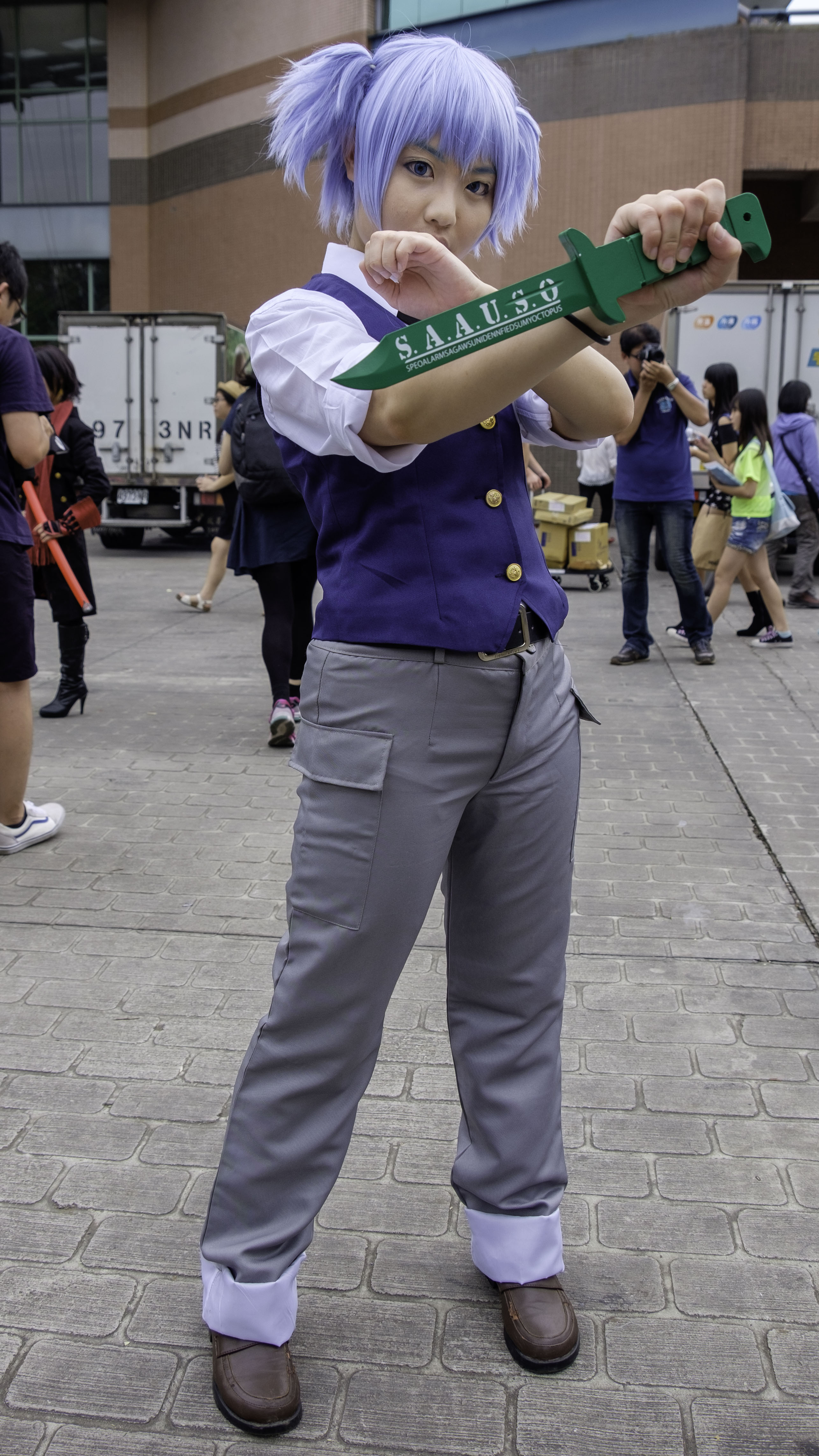
Cosplay de Nagisa Shiota.

Karma Akabane (赤羽 業, Akabane Karuma)
Karma a été renvoyé avant que l'histoire ne commence, mais est réintégré dans la classe E. Il est ami avec Nagisa depuis cette époque. Il semble adorer ce nouveau « jeu » qui consiste à tuer Koro-sensei et, dès son retour, n'hésite pas à donner un nouveau sens à cette mission d'assassinat. Il est le plus aventureux et audacieux de tous les élèves, mais aussi le plus machiavélique et le plus sournois. Il est bagarreur et déteste la discrimination de l'école envers la classe E, ce qui le poussera à devenir le meilleur élève du collège, en compétition avec Gakushu Asano. Il a également été le premier élève à blesser Koro Sensei par surprise, par un contact direct.
Karma possède des facilités dans tout ce qu'il entreprend: aussi bien dans les cours que dans l'assassinat. Il se reposera longtemps sur ses acquis, sûr de la victoire, avant d'échouer lamentablement aux examens de fin de premier semestre car il pensait pouvoir arriver premier du classement sans réviser (il finira en réalité 17e). Humilié et désireux de prendre sa revanche, il décide de se mettre au travail. Désormais, il ne surestime plus ses adversaires et travaille d'arrache-pied, notamment dans le cadre de ses études, ce qui le fera finir second puis premier aux classements des deux dernières sessions d'examen de l'année.
Il devient Fonctionnaire d'état plus tard. Koro, connaissant ses capacités, pensait qu'il aurait pu prétendre à un poste au gouvernement mais Karma préfère travailler "dans l'ombre", car selon lui, les vrais dirigeants du gouvernement sont les fonctionnaires qui dirigent les hommes politiques comme des marionnettes, une chose qui lui plaît beaucoup.
Kaede Kayano (茅野 カエデ, Kayano Kaede) ou Akari Yukimura (雪村 あかり, Yukimura Akari)
Elle est une amie de Nagisa, une des premières qu'il ait connu en entrant dans la classe E. Kayano peut paraître comme étant une élève-assassin uniquement prédisposée au support des autres, mais elle peut être très entreprenante, surtout sur des sujets qui lui tiennent à cœur (comme dans l'épisode 2 de la saison 2 où elle fabrique un immense flan piégé pour tenter d'assassiner Koro)
Elle se montre très ouverte et bienveillante envers les autres mais elle déteste les femmes à grosse poitrine et a un complexe avec la sienne. Kaede montrera de grandes capacités durant l'histoire, dont une grande persévérance concernant l'assassinat du professeur à qui elle a elle-même attribué le nom « Koro-sensei ».
Elle cache un lourd secret, concernant ses origines et sa famille, révélé aux trois-quarts de l'histoire : elle est la petite sœur d'Aguri Yukimura, la femme qu'aimait Koro quand ce dernier était prisonnier du laboratoire. Akari Yukimura croira (en partie à raison) que sa sœur a été tuée par ce monstre à tentacule qui se nomme Koro. Folle de colère et de tristesse, elle décide de se venger. Après s'être injectée des échantillons de tentacule provenant du labo, elle s'infiltre dans la classe E sous le faux nom de Kaede Kayano (étant une enfant actrice, elle n'a aucun mal à jouer la fille inoffensive). Au fur et à mesure de l'année scolaire, ses tentacules lui provoquent des douleurs atroces mais elle tâche de ne jamais rien en montrer. Elle finit par révéler sa véritable identité et tente d'assassiner Koro avec ses tentacules mais ces dernières prennent le contrôle sur sa raison et menacent de la tuer si sa rage ne diminue pas. Kayano est sauvée in extremis en étant embrassée par Nagisa, ce qui lui fait oublier l'espace d'un instant sa colère, instant qui suffit à Koro pour lui enlever ses tentacules sans dommage. Après que la vérité a été révélée à tous, Kayano se sent mieux et décide de rester dans la classe E aux côtés de ce professeur qu'elle, malgré sa haine, avait néanmoins appris à aimer pendant l'année.
Elle est amoureuse de Nagisa depuis que celui-ci l'a embrassée. Néanmoins, elle ne lui avouera jamais pour ne pas le déconcentrer dans ses efforts pour devenir professeur.
Yūma Isogai (磯貝 悠馬, Isogai Yūma)
Isogai est un élève dévoué pour sa classe, et en est le délégué côté garçons. Venant d'une famille en difficulté financière, il bravera même l'interdiction de travailler dans un commerce, qui lui a été imposée à son entrée au collège, pour aider sa mère. Il est le meilleur garçon de la classe E concernant les armes blanches. Son meilleur ami est Hiroto Maehara, et son binôme féminin est Meg Kataoka. Comme Karma, il est arrivé en classe E pour cause d'infraction au règlement du collège, et non pour cause de mauvais résultats scolaires. Il est un leader-né pour diriger la classe E d'une manière bienveillante et juste.
Meg Kataoka (片岡 メグ, Kataoka Megu)
Meilleure nageuse de la classe et déléguée côté filles, Kataoka a un sens de la compétition incroyable. Elle dispose également de grandes capacités de leadership, ce qui fait d'Isogai son binôme masculin. Elle est très studieuse et aime rendre service à ceux qui sont dans le besoin.
Cependant, Kataoka semble parfois faire passer les autres un peu trop avant elle. Dans le manga, la relation qu'elle entretient avec son amie Kokona en est un bel exemple. Ex-meilleure amie, Kokona lui fait porter la responsabilité d'un accident survenu l'année précédente et lui demanda réparation en cours particuliers, sans lui laisser la possibilité de préparer ses propres études, ce qui lui vaut d'atterrir en classe E, faute d'assez de travail.
Yuzuki Fuwa (不破 優月, Fuwa Yuzuki)
Véritable détective en herbe, Fuwa est une férue de manga, particulièrement de type 'Shonen'. Elle se servira de ses connaissances pour résoudre mystères et énigmes semant le doute dans l'esprit de ses condisciples, notamment lors de l'accusation de vol de soutien-gorges attribuée à Koro-sensei. Elle brise souvent le quatrième mur.
Masayoshi « Justice » Kimura (木村 正義, Kimura « Seigi » Masayoshi)
Fils de policiers, il est l'élève le plus agile et le plus rapide de la classe. Il est souvent sollicité en tant qu'éclaireur ou pour faire diversion, que ce soit en mission ou durant les activités sportives, comme lors de la récolte d'ingrédients pour la fête de l'école. Son vrai nom, « Seigi », signifie aussi "Justice", bien qu'il ne l'aime pas, en raison des quolibets qui en résultent.
Kōtaro Takebayashi (竹林 孝太郎, Takebayashi Kōtarō)
C'est un garçon doté de très bonnes capacités d'analyse et de notions scientifiques, mais il a aussi des connaissances dans des secteurs plus ouverts sur le monde, comme en secourisme. Son talent pour l'assassinat réside dans les bombes et autres engins explosifs. Il devient surtout actif après les événements de l'île d'Okinawa.
Dans le manga, on apprend que Takebayashi étant issu d'une longue génération de personnes méritantes, notamment en médecine, son statut d'élève de la classe E le rendra indigne aux yeux de sa famille. Il sera donc tenté de réintégrer la classe A.
Devenu adulte, il travaillera en tant que scientifique-chercheur aux côtés de Manami Okuda. Ils créeront ensemble un "sang universel" pouvant être transfusé à n'importe quel homme, peu importe le groupe sanguin. Une découverte qui pourra sauver des millions de vies.
Taiga Okajima (岡島 大河, Okajima Taiga)
Okajima est le spécialiste en photographie de la classe, mais est aussi un petit « voyeur ». Il aime observer les seins de la prof d'anglais, ceux des filles de sa classe ou encore ceux en magazine, tout comme Itona ou Koro-sensei (faille qu'il utilisera d'ailleurs pour piéger ce dernier afin de tenter de l'assassiner). Il est le premier à s'extasier devant la nouvelle apparence de Ritsu.
Il est adepte du nudisme.
Koro lui apprendra les bases de tout le programme du lycée afin qu'il puisse par la suite se consacrer pleinement au développement de son talent pour la photographie.
Hinano Kurahashi (倉橋 陽菜乃, Kurahashi Hinano)
Une jeune fille très douce et souriante, même durant les tentatives d'assassinat de Koro-sensei. Elle est passionnée par la biologie, et adore la nature et les animaux, plus particulièrement les insectes (elle va même jusqu'à demander à Koro-sensei de prendre un peu de son temps pour l'aider à trouver un scarabée extrêmement rare dans la forêt).
Plus tard, elle anime des randonnées pour enfants afin de leurs faire découvrir la faune et la flore de la montagne qui borde le bâtiment de la classe E.
Tomohito Sugino (杉野 友人, Sugino Tomohito)
C'est un des meilleurs amis de Nagisa et un excellent joueur de baseball (son joueur vedette s'appelle Akira). Anciennement dans l'équipe officielle du collège, il du cependant la quitter à cause de ses résultats scolaires. Il aura cependant l'opportunité de prouver à ses anciens camarades de baseball que sa nouvelle classe est capable de rivaliser avec eux en devenant le meneur de l'équipe de la classe E.
Il est dingue de Yukiko Kanzaki et souhaite sortir avec elle, bien que cette dernière ne semble pas le remarquer.
Ses talents au baseball croissent quand Koro lui indique qu'au lieu d'imiter le style de son joueur favoris Akira (style qu'il ne peut imiter convenablement car il ne possède pas les mêmes qualités physiques que lui), il doit trouver son propre style, en s'appuyant notamment sur la souplesse de son coude et de son poignet qui dépassent ceux d'Akira. Ce travail portera ces fruits car plus tard, Sugino deviendra champion universitaire de baseball, attirant déjà l'attention des professionnels qui le trouvent remarquablement souple (comme un poulpe) au niveau du poignet et proposent de le surnommer "Sugino la pieuvre".
Ritsu (律, Ritsu) ou Batterie d'artillerie autonome (自律思考固定砲台, Jiritsu Shikou kotei Houdai)
Elle est une IA de Norvège formatée pour tuer Koro-sensei. Bien que sa première personnalité soit aussi froide et indifférente que l'on pourrait s'attendre d'une IA, elle est la première de la classe à réussir à blesser Koro-sensei via des tirs à distance.
Par la suite, elle devient plus amicale, transforme sa tenue et s'affiche toujours sur un fond d'écran orienté sur la nature, principalement l'orée d'une forêt. Elle se télécharge ensuite sur les téléphones de ses camarades et devient leur soutien logistique. Ce changement de personnalité est dû au fait qu'elle a cru bon, pour le fonctionnement optimal de sa mission d'assassinat, de privilégier de bons rapports avec le reste de ses camarades, ainsi que d'accorder une grande importance aux enseignements de Koro qui lui sont toujours très utiles pour progresser. Au fur et à mesure des épisodes, ses capacités grandissent en même temps que son « humanité ». Plus tard, elle s'installera sur Internet en tant qu'IA multifonction.
Ryōma Terasaka (寺坂 竜馬, Terasaka Ryōma)
Terasaka est un caïd antipathique aux premiers abords et chef d'un petit gang composé de Yoshida, Muramatsu et Hazama. Il n'a pas de scrupules à utiliser ses camarades pour tuer Koro-sensei, comme on le voit quand il appuie sur le détonateur de la grenade anti-sensei autour du cou de Nagisa. Après sa tentative d'assassinat conjuguée avec Shiro et Itona, Terasaka change complètement de comportement lorsqu'il comprend que Shiro l'a manipulé pour mettre ses camarades en danger de mort et ainsi affaiblir Koro-sensei. Il s'occupera spontanément d'Itona lorsque celui-ci sera abandonné par Shiro et sur le point de devenir complètement fou. Il compense son intelligence qu'il sait limitée par de remarquables talents en tant qu'assassin de terrain. L'exploitation de ses dons lui permettront de se hisser dans les 50 premiers du classement lors des derniers examens de l'année.
Plus tard, il devient l'assistant d'un homme politique important.
Takuya Muramatsu (村松 拓哉, Muramatsu Takuya)
Il fait partie de la bande de Terasaka. Muramatsu est un cuistot en devenir, même si Itona le charrie en traitant sa cuisine de médiocre (qui sont en fait des recettes de son père). Il sera l'un des principaux bienfaiteurs de la fête de l'école grâce à sa collaboration avec Sumire Hara en cuisine, où il pourra démontrer tout son potentiel.
Plus tard, il reprend le restaurant spécialisé en ramens de son père, change la recette et, grâce aux cours de gestion du professeur Koro, parvient à prospérer.
Taisei Yoshida (吉田 大成, Yoshida Taisei)
Il fait partie de la bande de Terasaka et est un fan inconditionnel de moto, une passion qu'il partagera avec Koro-sensei. Il est également doué pour tout ce qui concerne le travail mécanique. Il aidera aussi parfois Itona à construire les éléments de ses inventions qui demandent plus que de l'électronique.
Plus tard, comme Muramatsu, il reprendra l'affaire familiale de mécanique et s'en sortira très bien grâce aux cours de gestion que Koro lui a donné.
Kirara Hazama (狭間 綺羅々, Hazama Kirara)
Une fille extrêmement glauque, qui aime la littérature, bien qu'elle n'aime que les thèmes sombres et sinistres, comme Le Comte de Monte-Cristo, qu'elle recommandera à Itona. Elle fait partie de la bande de Terasaka, et est spécialisée dans les malédictions, mais aussi dans l'élaboration de textes écrits comme le descriptif des plats du restaurant pour la fête de l'école ou la pièce de théâtre.
Tout comme Kimura, elle déteste le nom que sa mère lui a donné (Proche de "Kirakira", qui signifie scintiller, sa mère étant fan de contes de fées).
Plus tard, elle deviendra bibliothécaire.
Itona Horibe (堀部 糸成, Horibe Itona)
Il est le nouvel élève-assassin de la classe et le deuxième élève transféré, après Ritsu. Itona se réfère à Koro-sensei comme étant son frère. La raison sera révélée sous les yeux de toute la classe lorsque Itona affrontera Koro-sensei lors d'un duel, révélant sa possession de tentacules. Ce don lui permet d'être le seul à avoir réellement inquiété et mis Koro-sensei au pied du mur, au début de l'histoire.
Itona est vu comme un élève enragé qui déteste perdre ou étudier, au point d'être prêt de commettre un massacre selon Shiro, son mentor. Cette rage est due à l'échec de son père qui ne parvient pas à garder ouvert sa petite entreprise d'électroménager face aux géants du marché. Peu à peu, notamment grâce au groupe de Terasaka, il parvient à se calmer et à accepter que la défaite est toujours possible et qu'elle permet d'évoluer et de s'améliorer. Il en devient alors bien plus calme et plus facile à vivre, bien que restant d'un naturel toujours réservé.
Il est aussi un grand technicien ayant un grand talent dans la fabrication d'appareils technologiques, qu'il démontrera une fois intégré à la bande de Terasaka en construisant un tank télécommandé pourvu d'une caméra supposé servir à l'assassinat de Koro mais dont le but avoué est de pouvoir voir les culottes des filles de la classe.
Plus tard, il reprend la société d'électroménager de son père.
Yukiko Kanzaki (神崎 有希子, Kanzaki Yukiko)
C'est une fille discrète et populaire de la classe E. Pour échapper aux règles bien définies des bonnes familles d'où elle vient, elle a échappé au contrôle de l'école et de ses parents pour se rendre dans des endroits qu'elle ne fréquente pas et où personne ne la connaît. Elle se défoulera pendant une longue période sur des jeux vidéo, avant d'être envoyée en classe E. Son expérience des jeux de tir lui servira pour ses capacités d'assassinats. Elle est la plus douée de la classe E en littérature.
Elle ne semble pas spécialement remarquer que Sugino a un gros faible pour elle, mais n'hésite pas à lui parler et l'encourager.
Tōka Yada (矢田 桃花, Yada Tōka)
Yada est l'une des filles les plus matures de la classe et est une fervente admiratrice des leçons d'Irina dont elle admire les connaissances sur la ruse féminine et l'art du langage. Elle lui empruntera d'ailleurs un de ses accessoires d'assassin, un emblème de Yakuza, ce qui lui permettra d'aider ses camarades à se sortir d'une situation très critique. Grâce à ces leçons, elle deviendra prédisposée aux négociations dans sa vie active. Elle entreprendra des études de journalisme en compagnie de Mimura.
Hiroto Maehara (前原 陽斗, Maehara Hiroto)
Élève enjoué qui a beaucoup de succès avec les filles du lycée. C’est aussi le meilleur ami d'Isogai et son plus grand soutien. Il est le deuxième meilleur des garçons concernant les armes blanches.
Dans le manga, il aura une histoire avec Kaho, une fille d'une classe privilégiée, qui le poignardera dans le dos dès que son nouveau petit ami arrivera pour l'empêcher de tourner en rond avec Maehara. Koro-sensei viendra alors l'aider à se venger de Kaho et Seo avec l'aide de certains de ses camarades.
Sōsuke Sugaya (菅谷 創介, Sugaya Sōsuke)
Artiste de talent, Sugaya est un maître de l'apparence. Il possède d'étonnants talents en peinture, calligraphie, tatouage, couture, constructions archaïques (mannequins) et en sculpture. Il fait d'ailleurs un nouveau nez à Koro-sensei lors du voyage scolaire, adapté à la forme de son faux visage. Il est donc prédisposé à la création de déguisements en tout genre.
Il aidera Koro-sensei et Maehara dans la vengeance contre Kaho et Seo en fabriquant les costumes de Nagisa et Kayano. Plus tard, on apprend qu'il s'investit dans les tatouages asiatiques et fera même un concours de dessin contre Koro-sensei, avec une Irina inconsciente comme victime.
Les résultats scolaires de Sugaya sont parmi les plus faibles de la classe E. Il parvient tout de même à s'en tirer honorablement grâce aux enseignements de Koro. Ce dernier lui apprendra d'ailleurs les bases de tout le programme du lycée afin qu'il puisse se consacrer au développement de ses talents artistiques. Plus tard, il devient artiste sculpteur.
Ryūnosuke Chiba (千葉 龍之介, Chiba Ryūnosuke)
Bien que Chiba soit assez distant et parle très peu, ses talents au sniper en font le meilleur tireur du côté des garçons dans la classe E, bien qu'il ne s'en vante jamais. Il travaille presque en permanence en duo avec Hayami, bien qu'il la surpasse en précision. Ses mèches de cheveux cachant ses yeux lui servent de viseur pour obtenir une précision optimale lors de ses tirs. Il souhaiterait devenir architecte plus tard.
Rinka Hayami (速水 凛香, Hayami Rinka)
surnommée « la beauté froide de la classe E », Hayami est intelligente, déterminée et ne sourit pas souvent. Elle et Chiba, son partenaire de tir, montrent un sérieux égalant celui de véritables snipers professionnels. Elle aime beaucoup les animaux mignons qui la font fondre, bien qu'elle tente de s'en cacher.
Ayant une très bonne coordination œil-main et une excellente acuité visuelle, elle est la meilleure tireuse du côté des filles dans la classe E. Elle travaille presque en permanence en duo avec Chiba, bien qu'elle le surpasse en équilibre, même en position instable.
Hinata Okano (岡野 ひなた, Okano Hinata)
Championne en gymnastique, c'est la jeune fille la plus souple et la plus agile de la classe. Elle travaille souvent avec Kimura, qui est lui-même le plus rapide de la classe. Elle est la meilleure du côté des filles concernant les armes blanches, grâce à ses mouvements de pieds redoutables permettant de surprendre facilement l'adversaire (elle était dans l'équipe de gymnastique de l'école avant son entrée en classe E). Dans le manga, on apprend qu'elle éprouve des sentiments pour Maehara.
Plus tard, elle propose des parcours acrobatiques à travers la montagne bordant le bâtiment de la classe E.
Sumire Hara (原 寿美鈴, Hara Sumire)
Une fille sympathique et un peu rondelette, du fait qu'elle apprécie la nourriture. Elle excelle d'ailleurs en matière de gestion de ménage ainsi qu'en cuisine, égalant de loin Muramatsu et ses propres compétences culinaires. Son apparence insouciante lui permet également de faire un leurre parfait pour attirer ses adversaires dans ses pièges.
Plus tard, elle souhaiterait devenir mère au foyer et explique à Koro que ce métier semble facile mais qu'il nécessite beaucoup de connaissances, d'habileté et de maîtrise.
Kōki Mimura (三村 航輝, Mimura Kōki)
Un passionné de cinématographie qui accompagne souvent Sugaya et Okajima. Il espère se lancer dans le journalisme plus tard, mais pour l'instant, il met ses compétences insoupçonnées au service du montage télévisé et sert de cameraman au service de l'assassinat de Koro-sensei.
Koro lui apprendra les bases de tout le programme du lycée afin qu'il puisse se consacrer au développement de ses talents cinématographiques.
Rio Nakamura (中村 莉桜, Nakamura Rio)
Parfois hautaine aux premiers abords, Nakamura est une fille remarquablement intelligente et malicieuse depuis son plus jeune âge, mais qui adore s'amuser, ce qui lui a valu de passer pour une idiote avant d'être envoyée en classe E. Dotée de beaucoup d'humour, elle n'hésite pas à en faire usage. Terasaka comprend qu'elle est beaucoup plus intelligente qu'elle ne le montre. Bien que son penchant pour l'amusement n'ait pas disparu, elle aime s'appliquer dans ce qu'elle fait et n'hésite pas à mettre en avant ses victoires. C'est la plus douée de la classe E (et même de l'ensemble du collège) en anglais.
Elle adore jouer la mauvaise langue sur l'allure féminine de Nagisa pour plaisanter, à l'instar de Karma. D'ailleurs, elle et Karma manigancent beaucoup de choses. Tous deux poussent Kaede à se déclarer à Nagisa à la St Valentin.
Manami Okuda (奥田 愛美, Okuda Manami)
Très timide et experte en science, Okuda montre rapidement des capacités impressionnantes pour l'empoisonnement en préparant selon les instructions de Koro un mélange hautement dangereux capable de le tuer. Mais ce poison n'a pas d'effet sur ce dernier car celui-ci lui a menti, il lui apprend ainsi qu'être bon en science implique de savoir raisonner pour comprendre une formule ou une réaction par soi-même plutôt que de tout apprendre par cœur sans réfléchir. Il précise également qu'un bon assassin, s'il veut empoisonner sa cible, doit maîtriser l'art du langage afin de tromper sa cible et lui faire avaler le mélange. Pleine de bonne volonté, Okuda aura a cœur de s'améliorer.
En plus de son aptitude à concocter des poisons, elle est également douée quand il s'agit de trouver des remèdes. Plus tard, elle travaillera comme scientifique-chercheuse aux côtés de Takebayashi et tous deux inventeront le "sang universel" pouvant être transfusé à n'importe qui, peu importe le groupe sanguin. Une découverte qui pourrait sauver des millions de vies.
Elle est la plus douée de la classe E (et du collège) en sciences. Elle a beaucoup d'admiration pour Karma, elle le trouve très gentil (contrairement à la plupart des autres filles de la classe E) et il semble que Karma l'aime bien également.

### Autres personnages
« Le Dieu de la Mort » (死神, Shinigami)
Le Dieu de la Mort est considéré comme étant le plus redoutable des assassins dans le monde. Selon Lovro, ses capacités dépassent de loin celles des autres tueurs à gage. Il est apparu pour la première fois devant Lovro à l'étranger, où il le blessa si grièvement que le maître-assassin ne put rien faire face à lui.
Ses capacités sont telles que beaucoup de personnes connaissant le monde des assassins pensent que le Dieu de la Mort est joué par au moins dix personnes différentes. Il est très habile, très intelligent dans tous les domaines, et est aussi un grand manipulateur. Il peut paraître innocent aux premiers abords, mais une fois qu'il montre son vrai visage, sa soif de sang cachée se transforme en aura ténébreuse recouvrant tout son corps.
Le Dieu de la Mort apparaîtra finalement devant la classe 3-E pour éliminer Koro-sensei, devenant l'une des plus grandes menaces du professeur et sa classe.
Il se révélera être l'un des éléments déclencheurs de l'histoire : en fait il est le second assassin à porter le titre de "Dieu de la mort", puisqu'en réalité il l'a volé à son maître qui n'est autre que... Koro-sensei ! En effet, avant d'être professeur, ce dernier était un redoutable assassin à qui on a donné le surnom de "Dieu de la Mort" après avoir fait un millier de victimes. Un jour, Koro-sensei a assassiné un riche homme d'affaires et le fils de celui-ci a été témoin de la scène. Contrairement à ce que l'assassin pensait sur le coup, cet enfant n'était pas énervé ou attristé par la mort de son père mais bel et bien subjugué par la beauté du geste qu'a effectué le tueur pour mettre fin à la vie de son paternel. Cet enfant supplia le Dieu de la Mort de le prendre comme apprenti. Après réflexion, le Maître Assassin accepta et dans les années qui suivirent, il lui enseigna tout ce qu'il savait. Mais l'élève, déçu que son maître ne le voit que comme un "simple outil à polir" et ne lui accorde pas plus de considération, décida de le trahir lors d'une mission puis usurpa son identité. C'est ainsi que l'on assista à la naissance du deuxième (et actuel) Dieu de la Mort et à l'emprisonnement du premier qui deviendra un an plus tard le "Professeur Koro" de la classe 3-E du collège Kunugigaoka.
Kotaro Yanagisawa « Shiro » (白, Shiro)
Shiro apparaît comme étant le gardien du nouvel élève-assassin Itona Horibe, qu'il utilise en tant qu'arme pour perpétrer ses plans d'assassinat. Il est très intelligent et montre une grande habileté à user des faiblesses de Koro-sensei, même si cela nécessite de risquer la vie de certains éléments de la classe 3-E.
Par ailleurs, il semble connaître personnellement le professeur de la 3-E et ne souhaite que sa mort, rien d'autre. Et pour cause : il se révélera être le Dr Kotaro Yanagisawa, une vieille et sinistre connaissance de Koro-sensei, seule personne au courant de son identité et de son passé. En effet, c'est lui qui a pratiqué les expériences d'antimatière sur le premier Dieu de la Mort qu'il a utilisé comme cobaye, expériences qui ont transformé ce dernier en un monstre tentaculaire aux pouvoirs gigantesques. C'est donc Shiro qui a fait de Koro-sensei la créature qu'il est aujourd'hui.
Gakuhō Asano (浅野 學峯, Asano Gakuhō)
Directeur du collège de Kunugigaoka. Un homme au potentiel exceptionnel, dont le regard et le sourire renferment souvent une impression sinistre, à qui l'école doit la naissance de la classe 3-E et les discriminations qui en découlent. Il autorise le gouvernement, moyennant une somme astronomique, à employer son école pour perpétrer l'assassinat de Koro-sensei, dans lequel il ne s'implique cependant pas.
Il fait une analyse très poussée de la différence entre les « forts » et les « faibles ». De ce fait, il considère sa pédagogie de la discrimination comme parfaite afin de motiver l'ensemble des élèves de l'école principale à donner le meilleur d'eux-mêmes, et est prêt à toutes les bassesses afin de conserver le statut médiocre de la classe 3-E. Dès lors, il entre directement en compétition avec les méthodes pédagogiques et les objectifs de Koro-sensei. Cette pédagogie se fonde sur un traumatisme vécu au début de sa carrière d'enseignant ; partisan d'utiliser les qualités naturelles de chaque élève afin de les inciter à travailler, il a obtenu de très bons résultats mais le suicide d'un de ses élèves victime de harcèlement scolaire lui fait comprendre le manque de défenses personnelles que sa pédagogie provoque. Afin de pousser ses élèves à se renforcer, il sacrifie une part de ses élèves afin d'en faire les souffre-douleurs de l'école. Les discriminations subies poussent les élèves menacés de finir en classe E à travailler plus encore et à se motiver en harcelant les élèves placés dans la classe des « Épaves ». Son caractère de psychotique maniaque et d'une violence psychologique inouïe en font un personnage redoutable.
Gakushū Asano (浅野 学秀, Asano Gakushū)
Élève de la classe 3-A dont les résultats scolaires sont proches de la perfection. En tant que fils du directeur, il joue le rôle de leader incontesté au sein de sa classe. Sa dévotion envers ses camarades masque un esprit froid et calculateur, usant de manipulation psychologique pour ranger quiconque à ses idéaux, ainsi qu'un nombre impressionnant de talents, ce que même Koro-sensei n'est pas capable de démentir.
Bien qu'il partage férocement cette haine propre aux élèves de l'école principale envers la classe 3-E, il saura parfois reconnaître un peu de leur mérite, allant jusqu'à douter et même contredire la pédagogie de son père, avec qui il entretient une relation à la fois simple et complexe.

## Manga

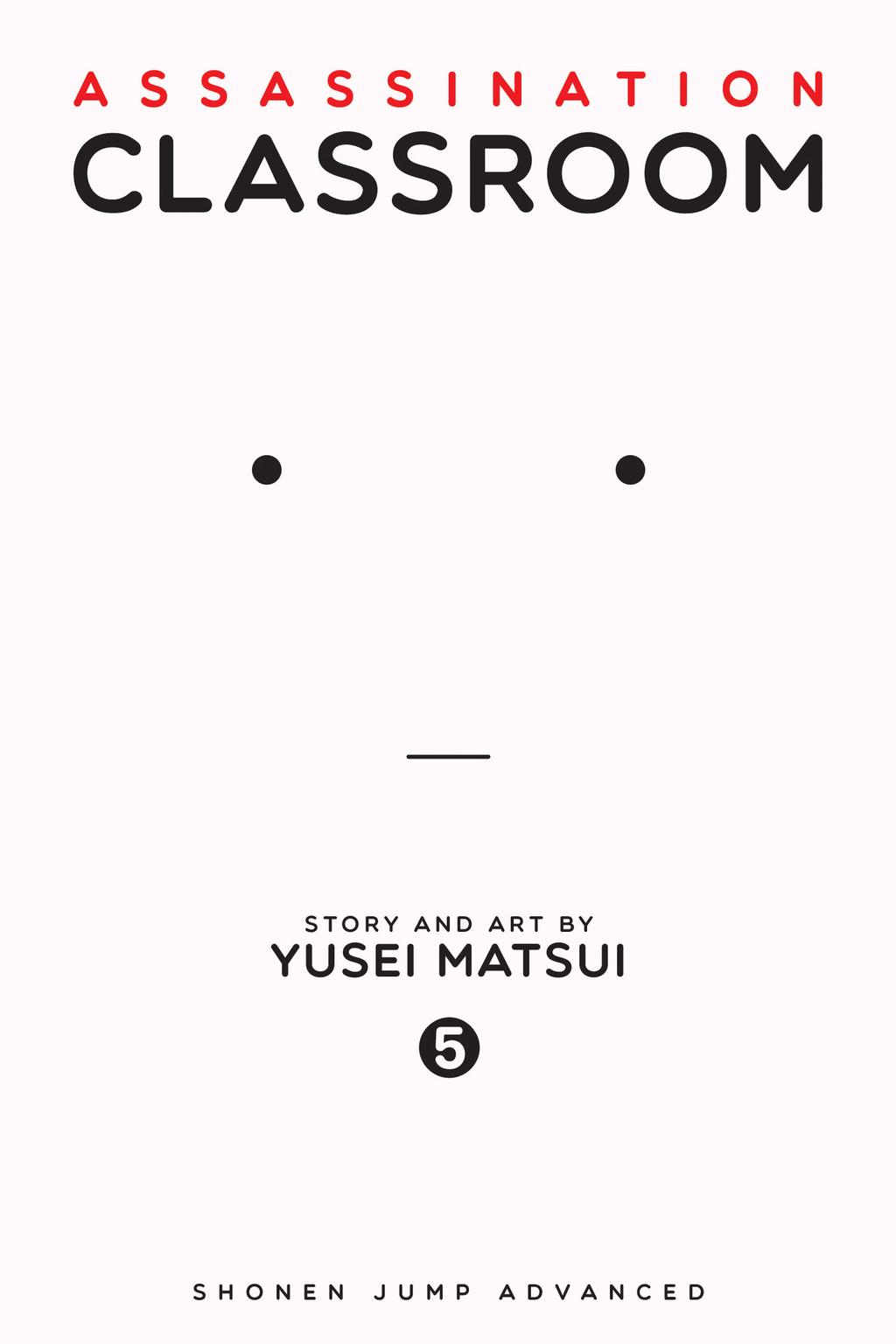
Les couvertures sont en général assez simplistes mais très recherchées selon l'auteur et représentent Koro-sensei dans ses diverses couleurs de visage.

Le manga est publié dans le magazine Weekly Shōnen Jump à partir du 2 juillet 2012,. Le dernier chapitre est publié le 21 mars 2016, et le manga est compilé en un total de 21 tomes. Il est édité en version française par Kana depuis le 4 octobre 2013. Le tome 21, dernier volume, est publié le 6 juillet 2018 en France. La série est également prépubliée dans le magazine Formosa Youth et publié par Tong Li Publishing à Taïwan.

## Anime
Un OAV est diffusé lors du Jump Super Anime Tour 2013 se déroulant du 6 octobre au 24 novembre 2013. Il est ensuite sorti en DVD en décembre 2013 avec l'édition limitée du tome 7 du manga. Un second épisode spécial est diffusé le 9 novembre 2014 lors de l'évènement Jump Special Anime Festa 2014.
L'adaptation en série télévisée d'animation est annoncée en juin 2014. Celle-ci est produite par le studio Lerche avec une réalisation de Seiji Kishi et un scénario de Makoto Uezu. Sa diffusion débute le 10 janvier 2015. Dans les pays francophones, elle est diffusée en simulcast par Anime Digital Network.
Une seconde saison est annoncée en avril 2015. Celle-ci est diffusée à partir du 7 janvier 2016. Cette saison adapte le manga jusqu'à son dernier chapitre.
Un film d'animation récapitulatif intitulé Gekijōban Ansatsu Kyōshitsu: 365-nichi no jikan est sorti le 19 novembre 2016 au Japon, et est projeté avec une adaptation de la série dérivée Koro-sensei Q!. En France, le film est sorti le 25 juillet 2018 sous le titre Assassination Classroom - Le Film : J-365 directement en DVD et Blu-ray.

### Doublage
| Personnages               | Voix originales     | Voix françaises                                                     |
| ------------------------- | ------------------- | ------------------------------------------------------------------- |
| Koro-sensei               | Jun Fukuyama        | Alexandre Coadour                                                   |
| Nagisa Shiota             | Mai Fuchigami       | Adrien Solis Nathalie Bienaimé (dans le spin-off Koro Quest)        |
| Tadaomi Karasuma          | Tomokazu Sugita     | Jérémy Zylberberg                                                   |
| Irina Jelavic             | Shizuka Itou        | Caroline Combes                                                     |
| Kaede Kayano              | Ayana Taketatsu     | Fanny Bloc                                                          |
| Karma Akabane             | Nobuhiko Okamoto    | Bastien Bourlé                                                      |
| Yūma Isogai               | Ryota Ohsaka        | Grégory Laisné                                                      |
| Megu Kataoka              | Chie Matsuura       | Mélanie Anne                                                        |
| Yuzuki Fuwa               | Kana Ueda           | Justine Berger                                                      |
| Masayoshi Kimura          | Shunsuke Kawabe     | Alan Aubert                                                         |
| Kôtaro Takebayashi        | Takahiro Mizushima  | François Creton                                                     |
| Taiga Okajima             | Ryo Naitou          | Vincent de Boüard                                                   |
| Hinano Kurahashi          | Hisako Kanemoto     | Marie Nonnenmacher                                                  |
| Manami Okuda              | Sayuri Yahagi       | Valérie Bachère                                                     |
| Tomohito Sugino           | Yoshitaka Yamaya    | Arnaud Laurent                                                      |
| Ryūnosuke Chiba           | Junji Majima        | François Creton                                                     |
| Akira Takaoka             | Kenta Miyake        | Martial Le Minoux                                                   |
| Rio Nakamura              | Manami Numakura     | Pascale Chemin                                                      |
| Ritsu                     | Saki Fujita         | Marie Nonnenmacher                                                  |
| Ryōma Terasaka            | Subaru Kimura       | Benjamin Pascal Emmanuel Rausenberger (dans le spin-off Koro Quest) |
| Takuya Muramatsu          | Kouki Harasawa      | Grégory Laisné                                                      |
| Taiji Yoshida             | Yoshiyuki Shimozuma | Jérémy Zylberberg                                                   |
| Kirara Hazama             | Fuko Saito          | Pascale Chemin                                                      |
| Itona Horibe              | Megumi Ogata        | Alan Aubert                                                         |
| Yukiko Kanzaki            | Satomi Sato         | Caroline Combes                                                     |
| Tōka Yada                 | Ayaka Suwa          | Pascale Chemin                                                      |
| Hiroto Maehara            | Shintarō Asanuma    | Bruno Méyère                                                        |
| Sōsuke Sugaya             | Eiji Miyashita      | Vincent de Boüard                                                   |
| Rinka Hayami              | Shiho Kawaragi      | Marie Nonnenmacher                                                  |
| Hinata Okano              | Minami Tanaka       | Valérie Bachère                                                     |
| Sumire Hara               | Miho Hino           | Mélanie Anne                                                        |
| Kouki Mimura              | Shinya Takahashi    | François Creton                                                     |
| Kotaro Yanagisawa "Shiro" | Mitsuaki Madono     | Christophe Seugnet                                                  |
| Gakuhō Asano              | Sho Hayami          | Jochen Hägele                                                       |
| Gakushū Asano             | Mamoru Miyano       | Martial Le Minoux                                                   |

### Saison 1 (2015)
| No | Titre de l’épisode en français         | Titre original de l’épisode                                  | Date de 1re diffusion |
| -- | -------------------------------------- | ------------------------------------------------------------ | --------------------- |
| 1  | Leçon 1 : L'assassinat                 | 暗殺の時間 Ansatsu no jikan                                  | 10 janvier 2015       |
| 2  | Leçon 2 : Le base-ball                 | 野球の時間 Yakyū no jikan                                    | 17 janvier 2015       |
| 3  | Leçon 3 : Karma                        | カルマの時間 Karuma no jikan                                 | 31 janvier 2015       |
| 4  | Leçon 4 : Les adultes                  | 大人の時間 Otona no jikan                                    | 6 février 2015        |
| 5  | Leçon 5 : L'assemblée                  | 集会の時間 Shūkai no jikan                                   | 13 février 2015       |
| 6  | Leçon 6 : Les examens                  | テストの時間 Tesuto no jikan                                 | 20 février 2015       |
| 7  | Leçon 7 : Le voyage scolaire, partie 1 | 修学旅行の時間・1時間目 Shūgakuryokō no jikan· Ichi-jikan-me | 27 février 2015       |
| 8  | Leçon 8 : Le voyage scolaire, partie 2 | 修学旅行の時間・2時間目 Shūgakuryokō no jikan· Ni-jikan-me   | 6 mars 2015           |
| 9  | Leçon 9 : La nouvelle élève            | 転校生の時間 Tenkōsei no jikan                               | 13 mars 2015          |
| 10 | Leçon 10 : « L » et « R »              | LRの時間 Eru Āru no jikan                                    | 20 mars 2015          |
| 11 | Leçon 11 : Le nouvel élève, 2ème heure | 転校生の時間・2時間目 Tenkōsei no jikan - Ni-jikan-me        | 27 mars 2015          |
| 12 | Leçon 12 : Tournoi de jeux de balle    | 球技大会の時間 Kyūgi taikai no jikan                         | 10 avril 2015         |
| 13 | Leçon 13 : Talent                      | 才能の時間 Sainō no jikan                                    | 17 avril 2015         |
| 14 | Leçon 14 : Vision                      | ビジョンの時間 Bijon no jikan                                | 24 avril 2015         |
| 15 | Leçon 15 : Examens trimestriels        | 期末の時間 Kimatsu no jikan                                  | 1er mai 2015          |
| 16 | Leçon 16 : Fin de trimestre            | 終業の時間・1学期 Shūgyō no jikan ichi-gakki                 | 8 mai 2015            |
| 17 | Leçon 17 : L'Île                       | 島の時間 Shima no jikan                                      | 15 mai 2015           |
| 18 | Leçon 18 : Exécution                   | 決行の時間 Kekkō no jikan                                    | 22 mai 2015           |
| 19 | Leçon 19 : L'Antre des démons          | 伏魔の時間 Fukuma no jikan                                   | 29 mai 2015           |
| 20 | Leçon 20 : Karma, 2e heure             | カルマの時間・2時間目 Karuma no jikan: Ni-jikan-me           | 5 juin 2015           |
| 21 | Leçon 21 : XX                          | XXの時間/鷹岡の時間 Batsubatsu no jikan/Takaoka no jikan     | 12 juin 2015          |
| 22 | Leçon 22 : Nagisa                      | 渚の時間 Nagisa no jikan                                     | 19 juin 2015          |

### Saison 2 (2016)
| No | Titre de l’épisode en français        | Titre original de l’épisode                     | Date de 1re diffusion |
| --- | ------------------------------------- | ----------------------------------------------- | --------------------- |
| 1 | Leçon 1 Festival d'été                | 夏祭りの時間 Natsumatsuri no jikan              | 7 janvier 2016        |
| Toujours sur l'île, Koro-sensei organise une épreuve de courage dans le but de créer des couples dans sa classe. Irina étant amoureuse de Karasuma, toute la classe tente de les mettre ensemble. |                                       |                                                 |                       |
| 2 | Leçon 2 Kaede                         | カエデの時間 Kaede no jikan                     | 14 janvier 2016       |
| Kayano Kaede conçoit un plan à base de flan pour tuer Koro-sensei. En même temps, un pervers ressemblant beaucoup à Koro-sensei sème la panique en ville. Ce dernier ayant "perdu" la confiance de ses élèves, tous cherchent à trouver le responsable. |                                       |                                                 |                       |
| 3 | Leçon 3 Itona Horibe                  | 堀部糸成の時間 Horibe Itona no jikan            | 21 janvier 2016       |
| Ayant à nouveau échoué à tuer Koro-sensei, Itona est abandonné par Shiro. Poussé par leur prof, les élèves et plus particulièrement le groupe de Terasaka cherchent à sauver Itona, victime de ses tentacules. |                                       |                                                 |                       |
| 4 | Leçon 4 Tissage                       | 紡ぐ時間 Tsumugu jikan                          | 28 janvier 2016       |
| Nouvel élève de la classe, Itona conçoit un tank muni d'une caméra et se fait aider par les élèves de la classe, lui permettant de tisser des liens avec eux. Durant toute une journée les membres de la classe E sont appelés par leur nom de code. |                                       |                                                 |                       |
| 5 | Leçon 5 Leader                        | リーダーの時間 Rīdā no jikan                    | 4 février 2016        |
| Il est interdit de travailler quand on est élève au lycée. Isogai étant issu d'une famille pauvre est forcé de travailler pour sa famille en parallèle. C'est ce qui l'a fait atterrir en classe E. À la suite du chantage d'Asano, la classe E doit gagner à l'épreuve du poteau où le nombre prime ou sinon Isogai sera renvoyé. |                                       |                                                 |                       |
| 6 | Leçon 6 Avant et Après                | ビフォーアフターの時間 Bifō Afutā no jikan      | 11 février 2016       |
| A deux semaines des examens semi trimestriels, la classe E cause un accident. Koro-sensei leur interdit de réviser et ils doivent travailler bénévolement pour remplacer le directeur d'un centre pour enfants qui a été blessé par leur faute. |                                       |                                                 |                       |
| 7 | Leçon 7 Dieu de la mort               | 死神の時間 前編 Shinigami no jikan zenpen       | 18 février 2016       |
| Irina est d’humeur maussade, car Karasuma ne lui a rien offert pour son anniversaire quelques jours plus tôt. Quand ses élèves l’apprennent, ils décident de lui mettre le pied à l’étrier... |                                       |                                                 |                       |
| 8 | Leçon 8 Dieu de la mort (2ème partie) | 死神の時間 後編 Shinigami no jikan kōhen        | 25 février 2016       |
| Le Pr Koro et Karasuma arrivent au repaire du Dieu de la mort plus tôt que ce dernier l’escomptait. Ses plans sont chamboulés, mais il a plusieurs atouts : il a toujours les élèves en otages et ni Koro ni Karasuma ne savent qu’Irina les a trahis. |                                       |                                                 |                       |
| 9 | Leçon 9 New Game +                    | 2周目の時間 Ni-shū-me no jikan                  | 3 mars 2016           |
| C’est le mois de novembre et les élèves de la classe E doivent choisir leur orientation, l’établissement qu’ils souhaitent intégrer et les éventuels métiers auxquels ils aspirent. Certains élèves, malheureusement, ont la lourde mission de réaliser par procuration les rêves de leurs parents... |                                       |                                                 |                       |
| 10 | Leçon 10 La Fête de l'école           | 学園祭の時間 Gakuen-sai no jikan                | 10 mars 2016          |
| La fête de l’établissement Kunugigaoka approche, et c’est encore une fois l’occasion pour les élèves d’être les meilleurs compétiteurs. Chacun va tenir un stand et tenter de réaliser le plus gros chiffre d’affaires. Isolés dans leur montagne, les élèves de la classe E partent avec un handicap... |                                       |                                                 |                       |
| 11 | Leçon 11 Fin de trimestre, 2ème heure | 期末の時間 2時間目 Kimatsu no jikan ni-jikan-me | 17 mars 2016          |
| Les examens approchent et le proviseur Asano est bien décidé à réagir face à la montée en puissance de la classe E, qui remet en cause tous les fondements de sa pédagogie basée sur l’existence d’une frange de parias et la promotion de l’excellence à tout prix. Mais contre toute attente, son fils a d’autres projets en tête... |                                       |                                                 |                       |
| 12 | Leçon 12 Espace                       | 空間の時間 Kūkan no jikan                       | 24 mars 2016          |
| L’épreuve de maths touche à sa fin et l’enjeu est crucial. C’est le dernier exercice qui permettra de départager Asano et Karma, alors que tous les autres élèves n’auront jamais le temps de s’y attaquer. Chacun d’eux va trouver la bonne solution, mais avec une approche différente... |                                       |                                                 |                       |
| 13 | Leçon 13 Laisser vivre                | 生かす時間 Ikasu jikan                          | 31 mars 2016          |
| Le défi que le proviseur Asano a lancé au Pr Koro va être l’occasion de se remémorer son parcours, de la fondation d’une petite école de soutien scolaire jusqu’à l’établissement de son institution élitiste. Les deux monstres de la pédagogie ont finalement plus en commun que les gens l’imaginent. |                                       |                                                 |                       |
| 14 | Leçon 14 Véritable Identité           | 正体の時間 Shōtai no jikan                      | 8 avril 2016          |
| La pièce de théâtre est terminée et la classe E engage la dernière ligne droite jusqu'à la fin de l'année et les examens d'admission au lycée. À la demande de Kayano, Nagisa l'aide à ranger les accessoires de la pièce de théâtre quand le Pr Koro les rejoint pour leur donner un coup de main. C'est l'occasion pour Kayano de se remémorer brièvement les moments forts de l'année... avant de passer à l'action.                       |                                       |                                                 |                       |
| 15 | Leçon 15 Confessions                  | 告白の時間 Kokuhaku no jikan                    | 22 avril 2016         |
| Le Pr Koro refuse d'abandonner Kaede Kayano à son sort et va demander à ses élèves de la distraire un bref instant afin qu'il puisse lui retirer ses tentacules, mais ceux-ci ne savent pas quoi faire. Ils ont acquis durant l'année toutes sortes de techniques d'assassinat, risquant de mettre en danger leur camarade. C’est là que Nagisa a une idée...                                                                                 |                                       |                                                 |                       |
| 16 | Leçon 16 Passé                        | 過去の時間 Kako no jikan                        | 29 avril 2016         |
| Le Pr Koro poursuit son récit auprès de ses élèves. Les mois ont passé et le Dieu de la mort et Aguri Yukimura sont devenus très proches, discutant même de leur vie personnelle. Mais les expériences se poursuivent et le Dieu de la mort commence à connaître des transformations physiques... Sur une base lunaire, l'équipe de recherche reproduit les mêmes expériences sur une souris, et les conséquences vont être désastreuses...   |                                       |                                                 |                       |
| 17 | Leçon 17 Scission                     | 分裂の時間 Bunretsu no jikan                    | 6 mai 2016            |
| Après avoir découvert le passé du Pr Koro, Nagisa propose à ses camarades de changer d’objectif : sauver leur professeur et non le tuer. Si certains l’approuvent immédiatement, il va avoir la surprise de découvrir que d’autres ne voient pas les choses du même œil... à commencer par Karma. |                                       |                                                 |                       |
| 18 | Leçon 18 Résultat                     | 結果の時間 Kekka no jikan                       | 13 mai 2016           |
| C’est un duel entre Karma et Nagisa qui va départager les deux équipes, et deux styles qui vont s’affronter : la méthode et la puissance face à la ruse et l’effet de surprise. Chacun doit l’emporter sur l’autre de façon nette et incontestable pour que la classe entière se range à son opinion. |                                       |                                                 |                       |
| 19 | Leçon 19 Espace                       | 宇宙の時間 Uchū no jikan                        | 20 mai 2016           |
| Le projet fou du Pr Koro est d’envoyer deux élèves à bord de la Station spatiale internationale récupérer les données des expériences menées pour l’empêcher d’exploser. Pour cela, ils vont devoir prendre la place de deux mannequins à bord d’une fusée expérimentale et contraindre des astronautes à leur remettre le fruit de leurs recherches.                                                                                         |                                       |                                                 |                       |
| 20 | Leçon 20 Saint-Valentin               | バレンタインの時間 Barentain no jikan           | 27 mai 2016           |
| La vie continue dans la classe E de Kunugigaoka, mais la fin de l’année approche et les élèves vont devoir faire des choix quant à leur avenir professionnel. Si certains d’entre eux ont une idée claire de ce qu’ils veulent devenir, Nagisa se pose encore beaucoup de questions. De son côté, Irina doute que les gouvernements du monde entier renoncent à éliminer celui qui reste une menace potentielle pour la survie de la Terre... |                                       |                                                 |                       |
| 21 | Leçon 21 Confiance                    | 信頼の時間 Shinrai no jikan                     | 3 juin 2016           |
| Ça sent la fin d'année au collège de Kunugigaoka. Tous les élèves de la classe E ont réussi leurs examens d'entrée dans les lycées de leur choix, une grande réussite pour le Pr Koro. Mais ils vont rapidement découvrir que les gouvernements du monde entier n'avaient jamais renoncé à tuer celui qui reste pour eux une menace potentielle...                                                                                            |                                       |                                                 |                       |
| 22 | Leçon 22 Joyeux anniversaire          | ハッピーバースデイの時間 Happī Bāsudei no jikan | 9 juin 2016           |
| Les élèves de la classe E refusent d’abandonner leur professeur à son sort et mettent à exécution leur plan d’infiltration de l’école. De nombreuses embûches les attendent, mais tout ce qu’ils ont acquis durant l’année leur sera d’un grand secours. Le Pr Koro va encore dévoiler une facette de son passé. |                                       |                                                 |                       |
| 23 | Leçon 23 Boss de fin                  | ラスボスの時間 Rasubosu no jikan                | 16 juin 2016          |
| Yanagisawa et l’ancien disciple de Koro sont prêts à mourir pour accomplir leur vengeance. Malgré toute sa puissance, ce dernier est très nettement surclassé dans tous les domaines sauf un : l’expérience. Ses élèves, quant à eux, se savent impuissants... |                                       |                                                 |                       |
| 24 | Leçon 24 Fin de scolarité             | 卒業の時間 Sotsugyō no jikan                    | 23 juin 2016          |
| Yanagisawa et le Dieu de la mort sont vaincus, Kayano a été sauvée, mais le laser de la Lance céleste s’apprête toujours à faire feu. Le destin du Pr Koro semble scellé... |                                       |                                                 |                       |
| 25 | Leçon 25 Avenir                       | 未来の時間 Mirai no jikan                       | 30 juin 2016          |
| Sept années après, beaucoup de choses ont changé pour les élèves de la classe E. Chacun a suivi sa voie, certains sont déjà dans la vie active, d’autres finissent leurs études, mais tous ont gardé le souvenir du professeur qui a bouleversé leur vie. |                                       |                                                 |                       |

## Films live
L'adaptation en film live est annoncée en juin 2014. Réalisé par Eiichiro Hasumi et scénarisé par Tatsuya Kanazawa, le film est sorti dans les cinémas japonais le 21 mars 2015. Un second film Assassination Classroom: Graduation est annoncé en avril 2015 et est sorti le 25 mars 2016 au Japon.

## Produits dérivés

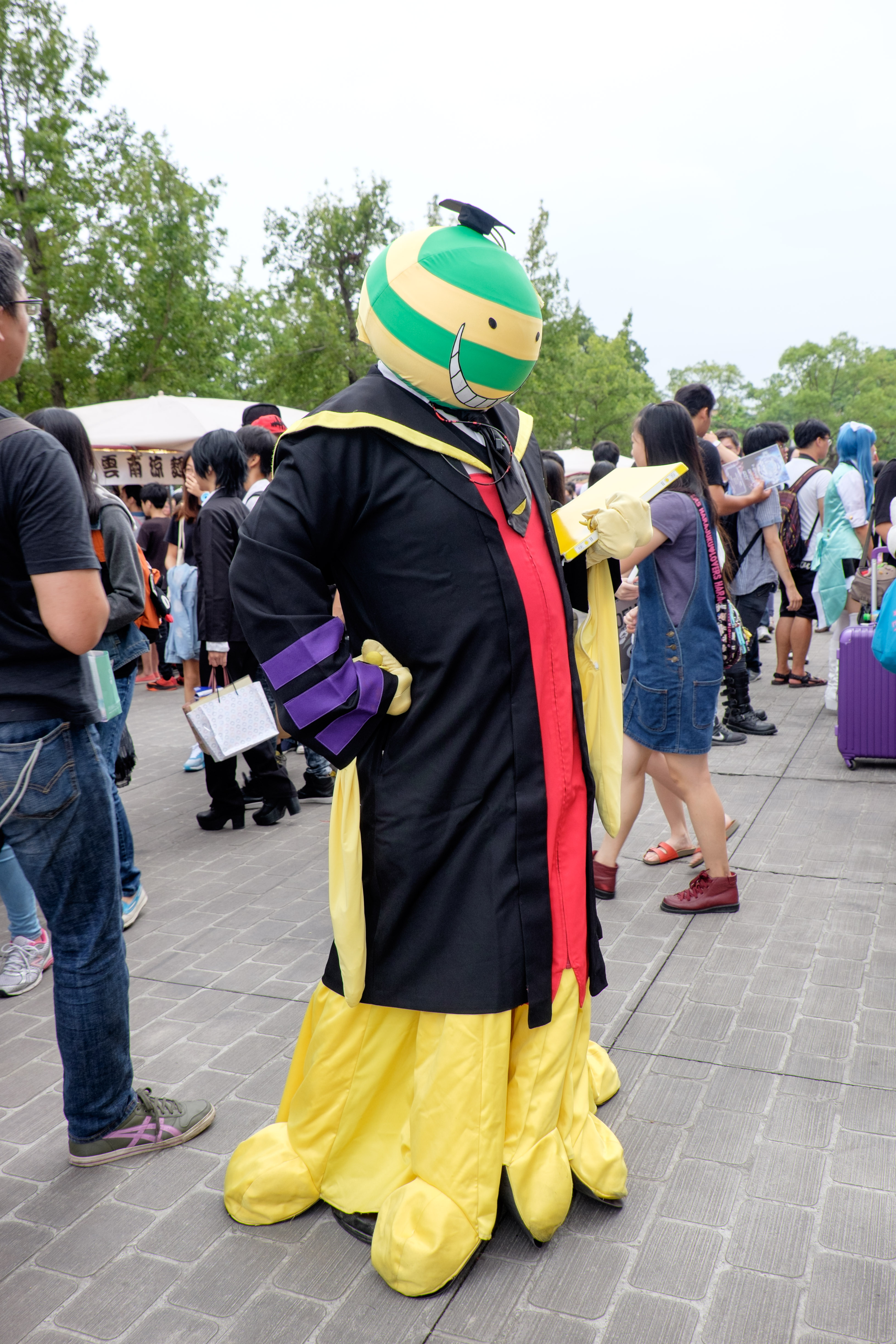
Un cosplay de Koro-sensei à la CWT40.

Une adaptation en vomic est diffusée dans l'émission Sakiyomi Jan Bang! entre janvier et juin 2013 sur TV Tokyo.
Le professeur Koro apparaît aussi en tant que personnage jouable dans le jeu vidéo J-Stars Victory Vs sorti en mars 2014 sur PlayStation 3 et PlayStation Vita et PlayStation 4
Un manga dérivé intitulé Koro-sensei Q!, écrit et dessiné par Kizuku Watanabe et Jō Aoto, est publié depuis le 2 octobre 2015 dans le magazine Saikyō Jump.

## Réception
En décembre 2012, 1,69 million d'exemplaires étaient en circulation. En mai 2013, le tome 1 avait dépassé le million d'exemplaires édités. En 2014, il est le dixième manga le plus vendu au Japon.
Le manga est nommé au sixième prix Manga Taishō en 2013, mais il a fini à la sixième position. C'est aussi le manga le plus conseillé par les commerçants japonais pour 2013,. En 2015, la série est nommée pour le prix culturel Osamu Tezuka.
Il est le deuxième manga le plus vendu au Japon en 2016 avec 6 887 192 copies vendues.